# Peaches (EP)
Peaches es el segundo EP del cantante surcoreano Kai. Fue lanzado el 30 de noviembre de 2021 en el primer aniversario de su debut como solista. El EP contiene seis canciones, incluido el sencillo principal del mismo nombre. El álbum en físico está disponible en tres versiones, dos versiones de fotolibros y un digipack.

## Antecedentes y lanzamiento
El 26 de octubre de 2021, SM Entertainment anunció que Kai lanzaría su segundo álbum como solista en noviembre del mismo año. El 11 de noviembre, se anunció que su próximo disco sería un EP titulado Peaches, que fue lanzado el 30 de noviembre.

## Composición
«Peaches» cuenta con dulces vibras, lo que aumenta las expectativas, ya que también se pueden encontrar canciones basadas en hip hop que recuerdan la poderosa actuación de Kai. «Vanilla» es una canción de género indie-pop que combina sonidos de guitarra, bongo y sintetizadores tropicales, comparando el sentimiento de enamoramiento con un suave sabor a vainilla, y el coro repetido duplica la atmósfera de ensueño de la canción. «Domino» fue descrita como una canción de género R&B y hip-hop con bajo pesado, batería y voz en tonos bajos que expresa líricamente que una vez que comienza, nos alejemos de las miradas o preocupaciones de los demás y avancemos tanto como queramos. «Come In» fue descrita como canción de dance y hip-hop que utiliza sintetizadores y codificadores de voz, con letras que expresan el mensaje de no dudar en el amor y acercarse audazmente. «To Be Honest» es una canción con un riff principal rítmico, batería y bajo 808, la letra habla sobre cómo expresar los sentimientos de los demás con honestidad y no ocultar más los sentimientos duplica su encanto. «Blue» es una canción de género pop R&B que combina una interpretación de guitarra lo-fi y un piano, y representa emociones contradictorias acerca de querer estar solo, pero ser reconocido y abrazado por alguien.

## Recepción crítica
Las reseñas para Peaches fueron mayormente positivas entre los críticos musicales. El EP recibió cuatro de cinco estrellas por parte de NME, elogiando la versatilidad y el carisma de Kai como solista. El crítico expresó: «'Peaches' exhibe la destreza de Kai al transitar entre diferentes géneros y estados de ánimo, desde la cautivadora y sensual canción que lleva el nombre del álbum hasta la pegajosa y confiada 'Come In'. Asimismo, resalta su expresividad vocal, alternando entre falsetes suaves y raps emotivos con facilidad».

## Lista de canciones
| Peaches |                |                             | |          |  |
| N.º     | Título         | Letras                      | Música | Duración |  |
| 1.      | «Peaches»      | Kim Anna (ARTiffect)        | Wolfgvngm, Zach Sorgen, Ryan S. Jhun, Harold Philippon, Yoo Young-jin                                     | 3:18     |  |
| 2.      | «Vanilla»      | January 8th (Lalala Studio) | Max Vehuni                                                                                                | 3:28     |  |
| 3.      | «Domino»       | Thama                       | Nathan Cunningham, Marc Sibley, Benjamin Shapiro                                                          | 2:55     |  |
| 4.      | «Come In»      | Hyun Ji-won                 | Rick Parkhouse, George Tizzard, Shakka Philip                                                             | 3:02     |  |
| 5.      | «To Be Honest» | Mola (Flying Lab)           | Blaq Tuxedo, Dewain Whitmore Jr.                                                                          | 2:53     |  |
| 6.      | «Blue»         | Jang Han-bit (Jam Factory)  | Zachary Wiznitzer, Matthew T. Wiggers, Brady Tutton, Edith Hedwig Boguslawski, Stanley H Greene Jr., Jhun | 3:00     |  |
| 18:38   |                |                             | |          |  |

## Posicionamiento en listas
| Lista (2021)                          | Mejor posición |
| ------------------------------------- | -------------- |
| Corea del Sur (Gaon Album Chart)      | 2              |
| Japón (Japanese Hot Albums)           | 72             |
| Japón (Oricon)                        | 44             |
| Reino Unido (UK Digital Albums Chart) | 46             |

## Historial de lanzamiento
| País          | Fecha                   | Formato(s)           | Distribuidora             |
| ------------- | ----------------------- | -------------------- | ------------------------- |
| Corea del Sur | 30 de noviembre de 2021 | CD, descarga digital | SM Entertainment, Dreamus |
| Varios        | 30 de noviembre de 2021 | Descarga digital     | SM Entertainment          |